# Nossentiner Hütte
Nossentiner Hütte ist eine Gemeinde im Westen des Landkreises Mecklenburgische Seenplatte in Mecklenburg-Vorpommern (Deutschland). Sie wird vom Amt Malchow mit Sitz in der gleichnamigen Stadt verwaltet.

## Geografie
Die Gemeinde Nossentiner Hütte liegt in der Mecklenburgischen Seenplatte etwa sechs Kilometer nördlich der Stadt Malchow und 17 Kilometer westlich von Waren (Müritz) am Ost- und Nordufer des Drewitzer Sees. Der größte Teil des Gemeindegebietes liegt im Naturpark Nossentiner/Schwinzer Heide und ist bewaldet, lediglich der südliche Zipfel ist durch Ackerflächen geprägt. Im Süden liegt mit dem 96,8 m ü. NHN hohen Pickberg die größte Erhebung. Zu den Ufern des Drewitzer Sees fällt das Gelände auf 62,4 Meter ab. Innerhalb der Gemeindegrenzen befinden sich nur wenige und kleine stehende Gewässer.
Zur Gemeinde Nossentiner Hütte gehören die Ortsteile Drewitz, Nossentiner Hütte und Sparow.

## Geschichte
Nossentiner Hütte wurde 1751 erstmals urkundlich erwähnt. Der Name rührt von der Existenz von Glashütten und Teeröfen zu dieser Zeit her. Nach 1990 nahm die touristische Bedeutung der Region stark zu. Ein württembergischer Unternehmer erneuerte und erweiterte den ehemaligen Gutshof in Sparow. Die Rekonstruktion des verfallenen Gutshauses und die Errichtung von Unterkünften mit entsprechender Infrastruktur machten ihn zu einer Urlaubs- und Ferienanlage.
Sparow wurde 1500 urkundlich erstmals erwähnt. Gutsbesitzer waren u. a. die Familien Diederich und Jasper von Flotow (bis 1500), Hinrich Berends, von Wangelin (ab 1624), von Knut und von Pitzbuer (ab 1692), von Holle (ab 1725), von Raven (ab 1747), Herzog Friedrich Franz I. (ab 1789), Graf von Blücher (ab 1812) und Neckel (1850–1945). Das im Kern barocke Gutshaus wurde oft umgebaut, zuletzt 1998 zum Hotel. Der Ort wurde am 1. Juli 1950 eingemeindet.
In Drewitz hatte Erich Mielke 1982 für Erich Honecker eine Jagdresidenz mit einem strohgedeckten Bootshaus am Drewitzer See bauen lassen. Im Jahre 1998 wurde dieses Anwesen privatisiert und zu einer Feriensiedlung umgestaltet. Heute wird diese Anlage als Naturresort Drewitz durch die niederländische Hotelkette Van der Valk betrieben.

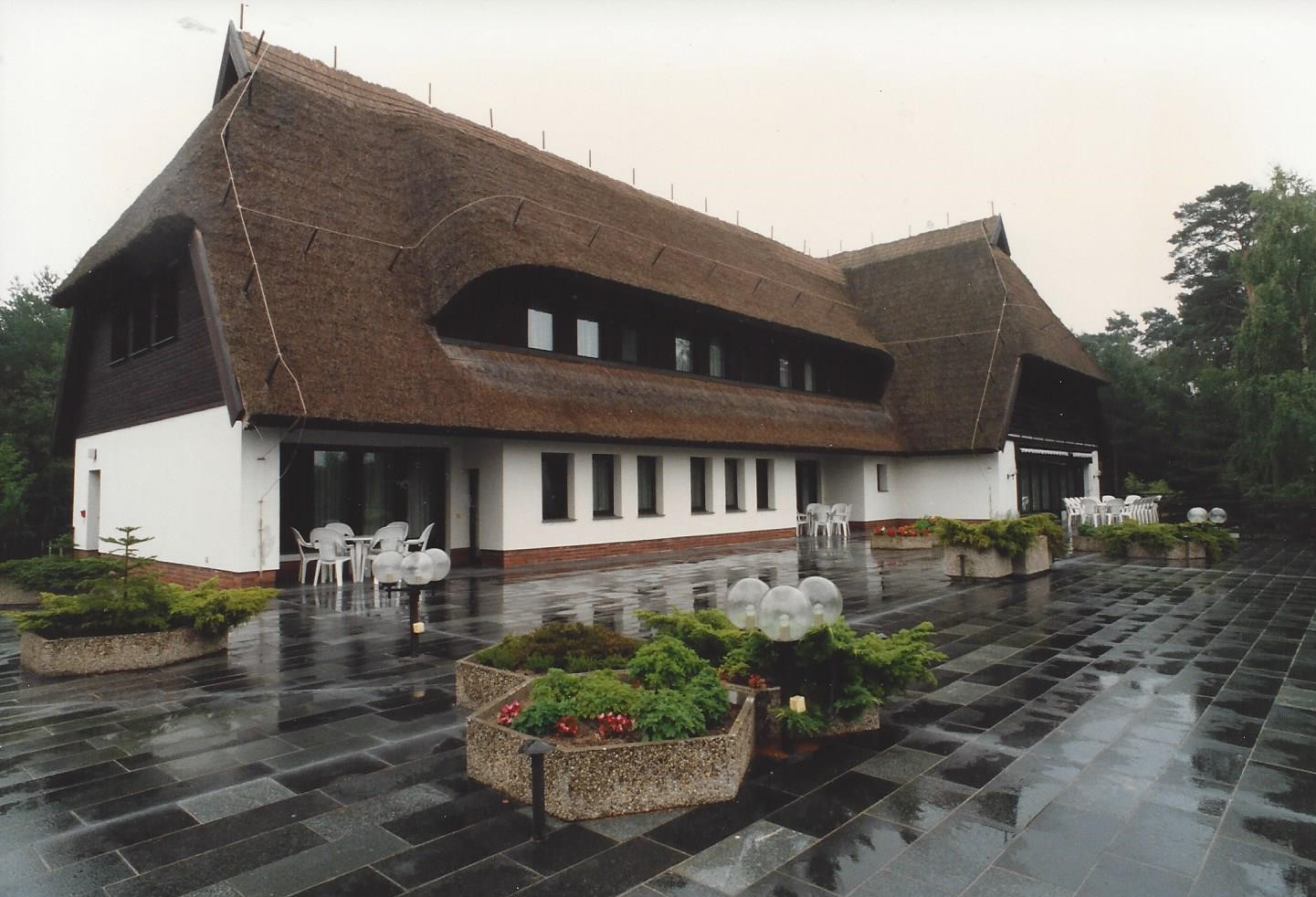
Honeckers Jagdhaus (1992)
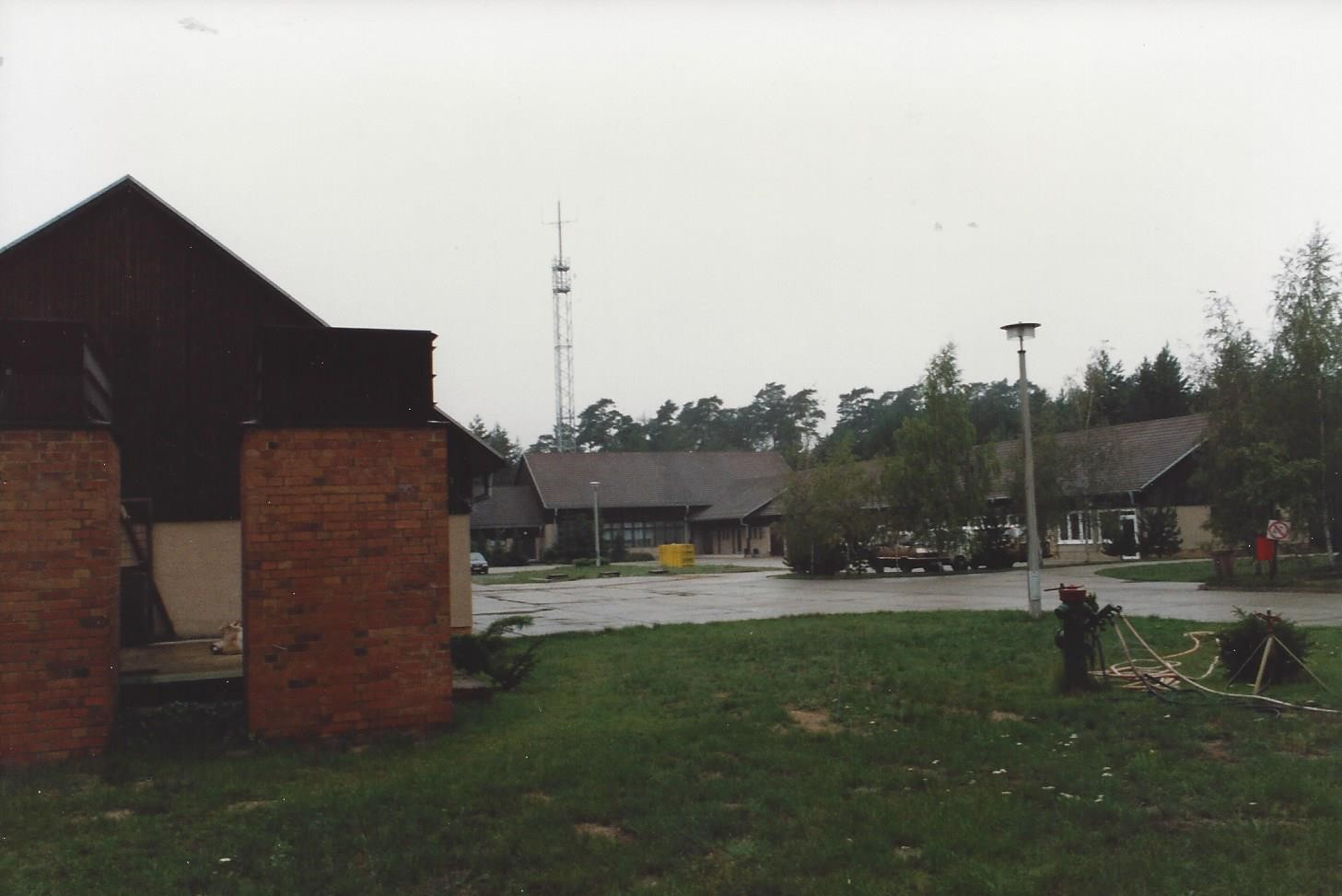
Bunkerlüfter und Wachenhäuser (1992)

## Politik
Der Gemeinderat besteht (inkl. Bürgermeisterin) aus acht Mitgliedern. Die Wahl zum Gemeinderat am 26. Mai 2019 hatte folgende Ergebnisse:
| Partei/Bewerber                            | Prozent | Sitze |
| ------------------------------------------ | ------- | ----- |
| Freie Wählergemeinschaft Nossentiner Hütte | 97,11   | 8     |

Bürgermeisterin der Gemeinde ist Birgit Kurth, sie wurde mit 94,33 % der Stimmen gewählt.
Die Gemeinde verfügt über kein amtlich genehmigtes Hoheitszeichen, weder Wappen noch Flagge. Als Dienstsiegel wird das kleine Landessiegel mit dem Wappenbild des Landesteils Mecklenburg geführt. Es zeigt einen hersehenden Stierkopf mit abgerissenem Halsfell und Krone und der Umschrift „GEMEINDE NOSSENTINER HÜTTE“.

## Sehenswürdigkeiten
- Kapelle St. Hubertus in Sparow, 1999 errichtet
- Gutshaus Sparow, seit 1998 Hotel
- Teerofen in Sparow
- Van-der-Valk-Naturresort Drewitz
- Großsteingrab am Drewitzer See

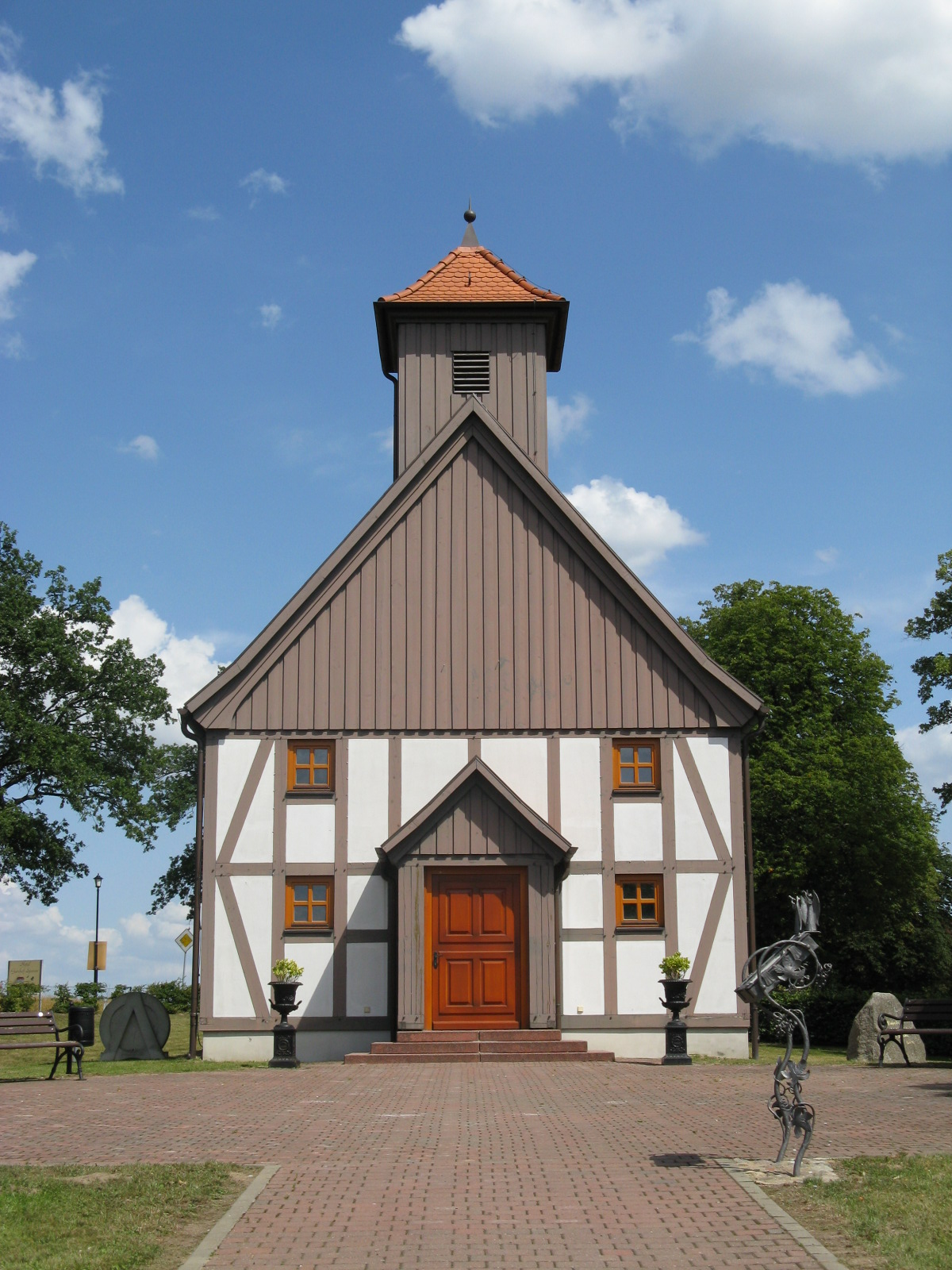
Kapelle in Sparow
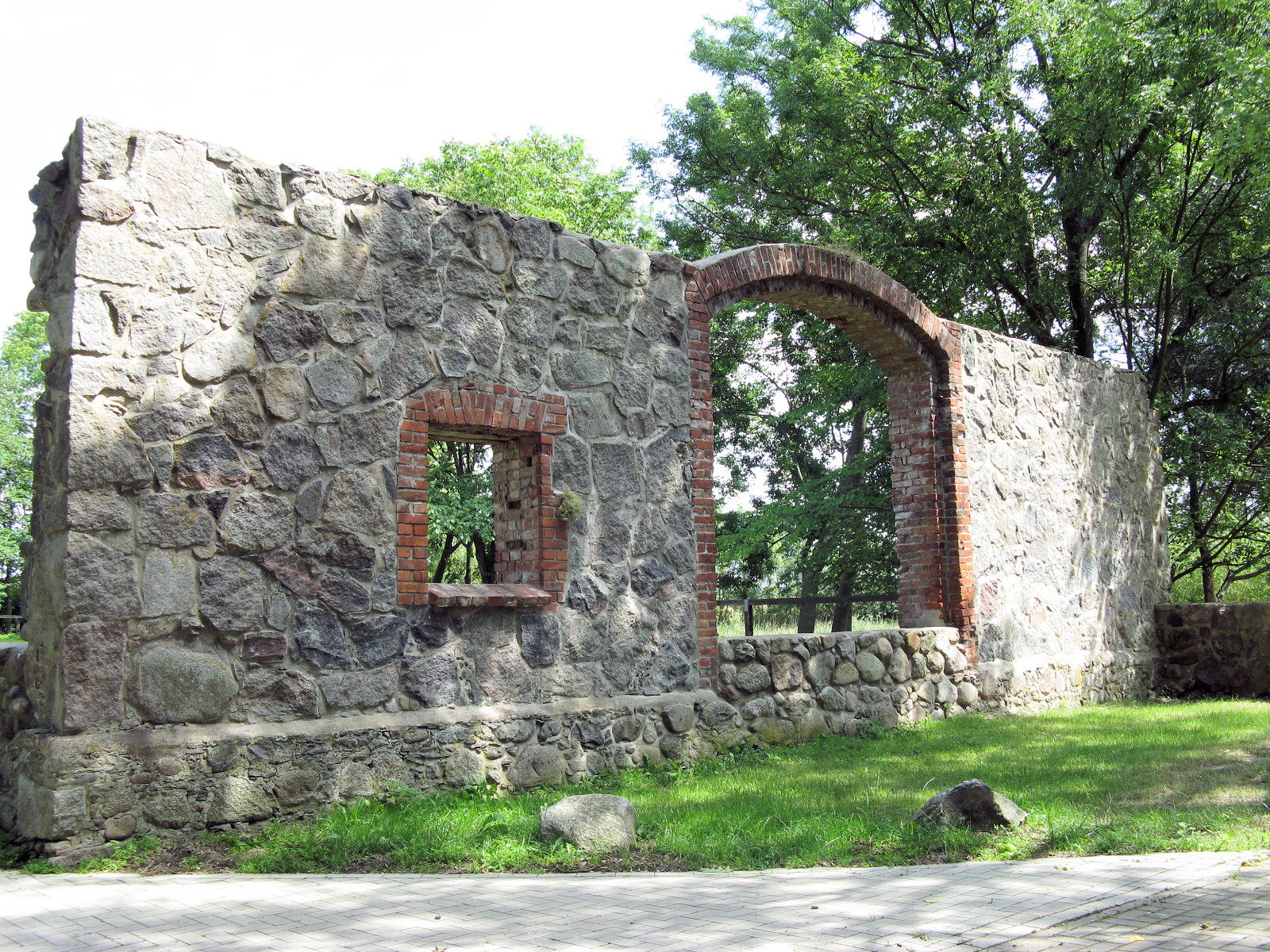
Ruine im Gutspark Sparow
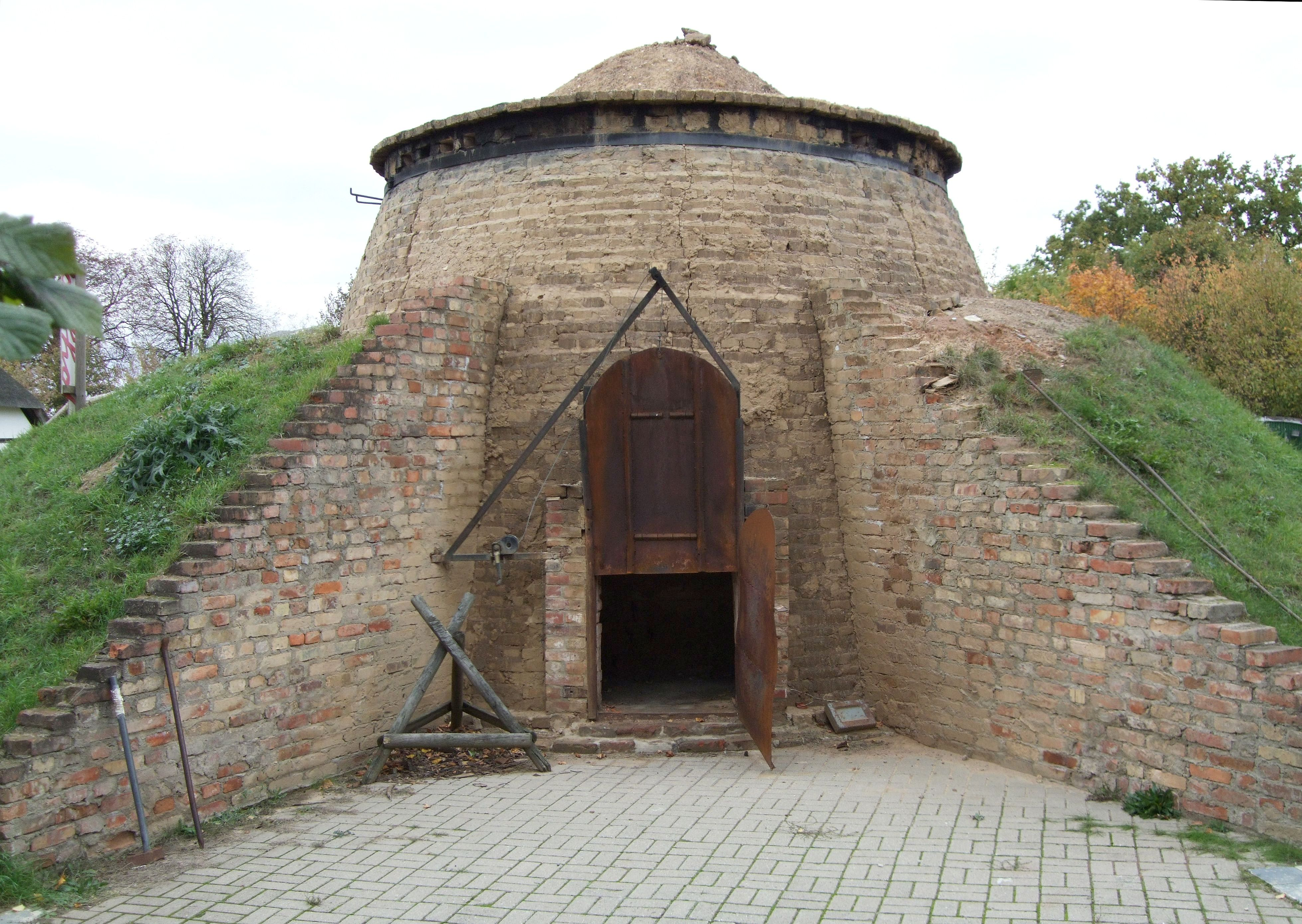
Teerofen in Sparow
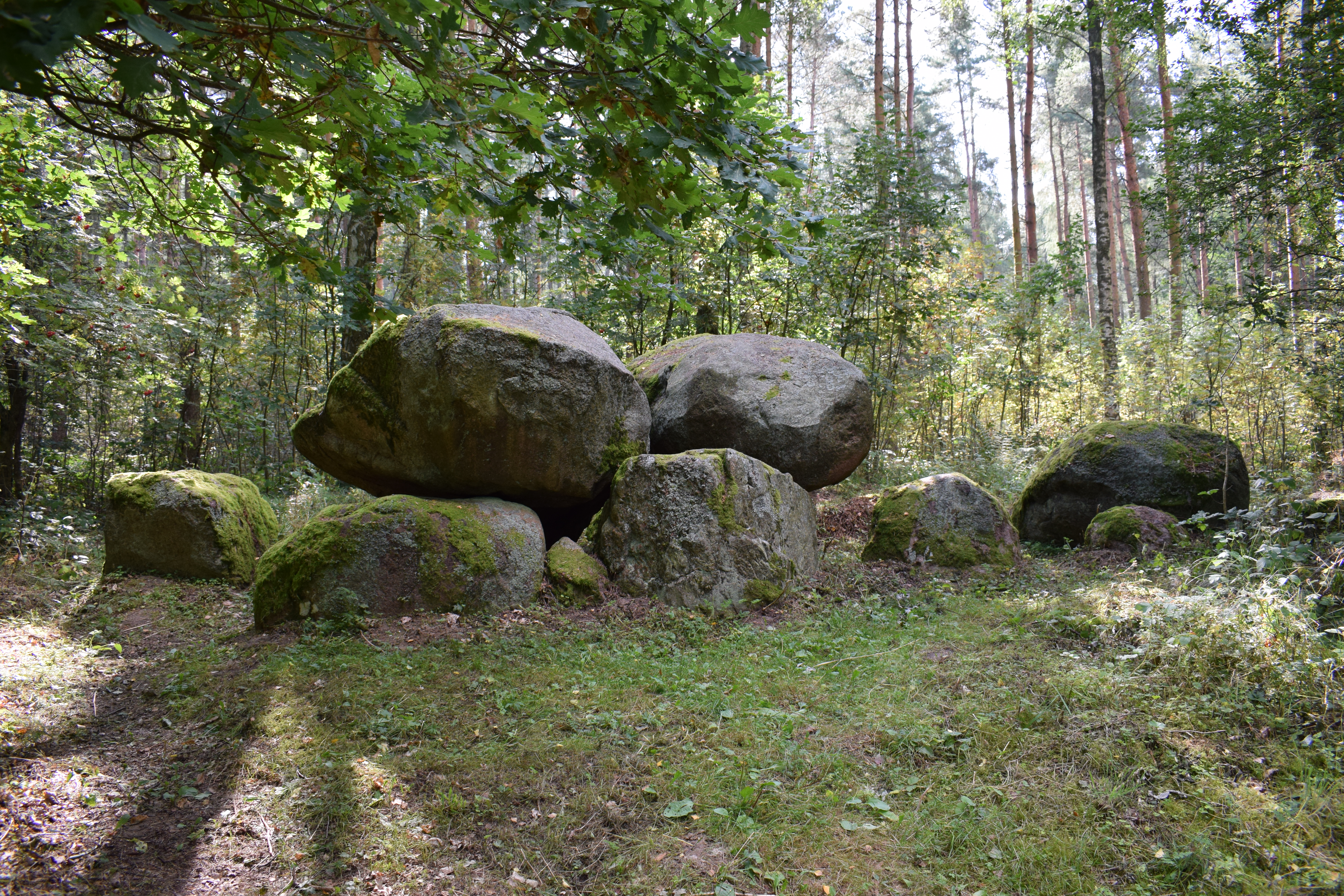
Großsteingrab Sparow

## Absturz
Zwei Eurofighter Typhoon des Taktischen Luftwaffengeschwaders 73 „Steinhoff“ stießen am 24. Juni 2019 über Nossentiner Hütte zusammen und stürzten ab. Der Unglückspilot kam ums Leben, der Fluglehrer blieb mit seinem Fallschirm in einem Baum hängen.

## Persönlichkeiten
Die kommunistische Politikerin Marie Henning (1895–1948) wurde in Nossentiner Hütte geboren.